# Qminas
Qminas (tiếng Ả Rập: قميناس cũng đánh vần Qaminas hoặc Kominas hoặc Qmenas) là một ngôi làng ở phía tây bắc Syria, một phần hành chính của Tỉnh Idlib, nằm cách 6 kilômét (3,7 mi)   phía đông nam Idlib. Các địa phương gần đó bao gồm Sarmin ở phía đông bắc và Saraqib ở phía đông. Theo Cục Thống kê Trung ương Syria, Qminas có dân số 2.722 người trong cuộc điều tra dân số năm 2004.